# Dore (rzeka we Francji)
Dore – rzeka we Francji o długości 141 kilometrów, prawy dopływ Allier. Źródło rzeki znajduje się w okolicach miasta Saint-Germain-l’Herm w Masywie Centralnym. Rzeka przepływa przez departament Puy-de-Dôme.
Dore wpływa do Allier ok. 6 km od Puy-Guillaume.

## Miasta, przez które przepływa rzeka
- Arlanc
- Ambert
- Courpière
- Puy-Guillaume